# Serhij Derev"jančenko
Serhij V"jačeslavovyč Derev"jančenko (in ucraino Сергій В'ячеславович Дерев'янченко?, trasl. angl. Sergiy Derevyanchenko; Feodosia, 31 ottobre 1985) è un pugile ucraino, della categoria dei pesi medi.

## Carriera dilettantistica
È stato campione ucraino nella categoria dei pesi medi nel 2009 e nel 2010.

### Risultati alle Olimpiadi

#### Pechino 2008
Ha esordito al torneo di pugilato delle Olimpiadi di Pechino del 2008, nella categoria dei pesi medi, venendo eliminato agli ottavi di finale.
- Batte Wang Jianzheng ( Cina) 15-6
- Sconfitto da Emilio Correa ( Cuba) 4-18

#### Londra 2012
Derev'jančenko risulta qualificato al torneo di pugilato delle Olimpiadi di Londra del 2012, in quanto campione del mondo WSB nella categoria dei pesi medi.

### Risultati ai Mondiali

#### Chicago 2007
Ha vinto la medaglia di bronzo nella categoria dei pesi medi ai mondiali di Chicago 2007.
- Batte Victor Cotiujanschi ( Moldavia) 28-12
- Batte Oliver Obradovic ( Austria) RSCO 2
- Batte Alexander Rubjuk ( Estonia) 23-12
- Batte Argenis Casimiro Núñez ( Rep. Dominicana) RSCO 3
- Sconfitto da Matvey Korobov ( Russia) AB 2

#### Milano 2009
Ai mondiali di Milano 2009 è stato eliminato ai quarti di finale nella categoria dei pesi gallo.
- Batte Danijel Topalovic ( Bosnia ed Erzegovina) RSC
- Batte Alex Theran Millares ( Colombia) 13-8
- Batte Adem Kılıççı ( Turchia) 13-6
- Sconfitto da Vijender Singh ( India) 4-12

### Risultati agli Europei

#### Mosca 2010
Agli europei di Mosca 2010 è stato eliminato ai quarti di finale nella categoria dei pesi gallo.
- Batte Glodi Eneste ( Norvegia) 16-1
- Batte Vardan Besaljan ( Rep. Ceca) RSC 2
- Sconfitto da Darren O'Neill ( Irlanda) 6-7

### World Series of Boxing
A partire dalla stagione 2010-2011 è stato ingaggiato dalla squadra dei Dolce & Gabbana Milano Thunder.
Nel corso della stessa stagione ha vinto il titolo individuale di campione delle WSB nella categoria dei pesi medi, battendo il kazako Soltan Migitinov del franchise dei Baku Fires con il punteggio di 3-0.
Nella stagione 2011-2012 ha vinto il titolo di campione delle WSB con la propria squadra e il titolo individuale contro il peso medio Heybulla Mursalov dei Baku Fires.
Nella stagione 2012-2013 Derev'jančenko è passato ai kazaki dell'Astana Arlans Kazakhstan.